# Lista mistrzów świata producentów rajdowych mistrzostw świata
Tytuł mistrza świata producentów rajdowych mistrzostw świata (ang. World Rally Championship Manufacturers' Championship, WMC) – przyznawany po zakończeniu sezonu przez FIA producentowi, który uzyskał największą liczbę punktów w ciągu całego sezonu. W latach 1970–1972 producenci rywalizowali w międzynarodowych mistrzostwach konstruktorów (ang. International Championship for Manufacturers). Pierwszy tytuł mistrza świata producenta przyznano w sezonie 1973 francuskiemu producentowi Alpine-Renault.
FIA nie ogłasza producenta mistrzem świata aż do ostatniego rajdu w sezonie, ale może on zapewnić sobie tytuł wcześniej, uzyskując taką przewagę nad pozostałymi producentami samochodów, że nie mają oni możliwości uzyskania wystarczającej liczby punktów aby go wyprzedzić, nawet jeśli ten nie startowałby do końca sezonu.
W historii rajdowych mistrzostw świata producent, który miał największą przewagę punktową nad drugim producentem w klasyfikacji generalnej w momencie zakończenia sezonu był Volkswagen, który w sezonie 2014 uzyskał 237 punktów przewagi nad drugim Citroënem. Z kolei minimalną przewagę nad drugim producentem miała Lancia, która w sezonie 1983 pokonała Audi o dwa punkty. Najbardziej utytułowanym producentem jest Lancia, ma ona na koncie 10 tytułów mistrzowskich, w tym 6 z rzędu w latach 1987–1992.
W trakcie 43 sezonów tytuł mistrzowski został przyznany 12 różnym producentom, czego 8 producentów zdobywało tytuł po rząd.

## Chronologiczna lista triumfatorów
| Sezon | Producent      | Liczba zwycięstw | Liczba miejsc na podium | Liczba punktów | Przewaga nad drugim producentem | Źródło      |
| ----- | -------------- | ---------------- | ----------------------- | -------------- | ------------------------------- | ----------- |
| 1973  | Alpine-Renault | 6                | 15                      | 147            | 63                              | [ 1 ] [ 2 ] |
| 1974  | Lancia         | 3                | 6                       | 94             | 25                              | [ 1 ] [ 2 ] |
| 1975  | Lancia         | 4                | 7                       | 96             | 35                              | [ 1 ] [ 2 ] |
| 1976  | Lancia         | 4                | 10                      | 112            | 55                              | [ 1 ] [ 2 ] |
| 1977  | Fiat           | 5                | 12                      | 136            | 4                               | [ 1 ] [ 2 ] |
| 1978  | Fiat*          | 5                | 12                      | 134            | 34                              | [ 1 ] [ 2 ] |
| 1979  | Ford*          | 5                | 14                      | 122            | 14                              | [ 1 ] [ 2 ] |
| 1980  | Fiat*          | 5                | 12                      | 120            | 27                              | [ 1 ] [ 2 ] |
| 1981  | Talbot         | 1                | 7                       | 117            | 11                              | [ 1 ] [ 2 ] |
| 1982  | Audi           | 7                | 12                      | 116            | 12                              | [ 1 ] [ 2 ] |
| 1983  | Lancia         | 5                | 14                      | 118            | 2                               | [ 1 ] [ 2 ] |
| 1984  | Audi*          | 7                | 18                      | 120            | 12                              | [ 1 ] [ 2 ] |
| 1985  | Peugeot*       | 7                | 13                      | 142            | 16                              | [ 1 ] [ 2 ] |
| 1986  | Peugeot*       | 6                | 12                      | 137            | 15                              | [ 1 ] [ 2 ] |
| 1987  | Lancia*        | 9                | 19                      | 140            | 58                              | [ 1 ] [ 2 ] |
| 1988  | Lancia*        | 10               | 23                      | 140            | 61                              | [ 1 ] [ 2 ] |
| 1989  | Lancia*        | 7                | 18                      | 137            | 6                               | [ 1 ] [ 2 ] |
| 1990  | Lancia         | 6                | 16                      | 137            | 9                               | [ 1 ] [ 2 ] |
| 1991  | Lancia         | 6                | 20                      | 140            | 24                              | [ 1 ] [ 2 ] |
| 1992  | Lancia         | 8                | 21                      | 140            | 24                              | [ 1 ] [ 2 ] |
| 1993  | Toyota*        | 7                | 17                      | 157            | 12                              | [ 1 ] [ 2 ] |
| 1994  | Toyota*        | 5                | 13                      | 151            | 11                              | [ 1 ] [ 2 ] |
| 1995  | Subaru*        | 5                | 11                      | 350            | 43                              | [ 1 ] [ 2 ] |
| 1996  | Subaru         | 3                | 9                       | 401            | 80                              | [ 1 ] [ 2 ] |
| 1997  | Subaru         | 8                | 13                      | 114            | 24                              | [ 1 ] [ 2 ] |
| 1998  | Mitsubishi*    | 7                | 9                       | 91             | 6                               | [ 1 ] [ 2 ] |
| 1999  | Toyota         | 1                | 15                      | 109            | 18                              | [ 1 ] [ 2 ] |
| 2000  | Peugeot*       | 6                | 13                      | 111            | 20                              | [ 1 ] [ 2 ] |
| 2001  | Peugeot        | 6                | 16                      | 106            | 20                              | [ 1 ] [ 2 ] |
| 2002  | Peugeot*       | 8                | 21                      | 165            | 61                              | [ 1 ] [ 2 ] |
| 2003  | Citroën*       | 4                | 13                      | 160            | 15                              | [ 1 ] [ 2 ] |
| 2004  | Citroën*       | 7                | 20                      | 194            | 51                              | [ 1 ] [ 2 ] |
| 2005  | Citroën*       | 11               | 20                      | 188            | 53                              | [ 1 ] [ 2 ] |
| 2006  | Ford           | 8                | 20                      | 195            | 29                              | [ 1 ] [ 2 ] |
| 2007  | Ford           | 8                | 25                      | 212            | 29                              | [ 1 ] [ 2 ] |
| 2008  | Citroën*       | 11               | 25                      | 191            | 18                              | [ 1 ] [ 2 ] |
| 2009  | Citroën*       | 7                | 19                      | 167            | 27                              | [ 1 ] [ 2 ] |
| 2010  | Citroën*       | 10               | 31                      | 456            | 119                             | [ 1 ] [ 2 ] |
| 2011  | Citroën*       | 10               | 18                      | 403            | 27                              | [ 1 ] [ 2 ] |
| 2012  | Citroën*       | 10               | 20                      | 453            | 144                             | [ 1 ] [ 2 ] |
| 2013  | Volkswagen*    | 10               | 18                      | 425            | 145                             | [ 1 ] [ 2 ] |
| 2014  | Volkswagen*    | 12               | 18                      | 447            | 237                             | [ 1 ] [ 2 ] |
| 2015  | Volkswagen*    | 11               | 17                      | 413            | 183                             | [ 1 ] [ 2 ] |
| 2016  | Volkswagen*    | 7                | 14                      | 377            | 62                              | [ 5 ]       |
| 2017  | Ford*          | 5                | 19                      | 428            | 83                              | [ 6 ]       |
| 2018  | Toyota         | 5                | 14                      | 368            | 27                              | [ 7 ]       |
| 2019  | Hyundai        | 4                | 13                      | 380            | 18                              | [ 8 ]       |
| 2020  | Hyundai        | 3                | 11                      | 241            | 5                               | [ 9 ]       |
| 2021  | Toyota*        | 9                | 18                      | 522            | 59                              | [ 10 ]      |
| 2022  | Toyota*        | 7                | 20                      | 525            | 70                              | [ 11 ]      |
| 2023  | Toyota*        | 9                | 20                      | 504            | 105                             | [ 12 ]      |

### Uwaga
* Producenci, którzy zwyciężyli także w klasyfikacji kierowców.

## Klasyfikacja producentów
Poniżej znajduje się klasyfikacja producentów według liczby zdobytych tytułów mistrza świata (stan na koniec sezonu 2023).
| Producent      | Liczba tytułów | Sezony                                                     |
| -------------- | -------------- | ---------------------------------------------------------- |
| Lancia         | 10             | 1974, 1975, 1976, 1983, 1987, 1988, 1989, 1990, 1991, 1992 |
| Citroën        | 8              | 2003, 2004, 2005, 2008, 2009, 2010, 2011, 2012             |
| Toyota         | 7              | 1993, 1994, 1999, 2018, 2021, 2022, 2023                   |
| Peugeot        | 5              | 1985, 1986, 2000, 2001, 2002                               |
| Volkswagen     | 4              | 2013, 2014, 2015, 2016                                     |
| / Ford         | 4              | 1979, 2006, 2007, 2017                                     |
| Subaru         | 3              | 1995, 1996, 1997                                           |
| Fiat           | 3              | 1977, 1978, 1980                                           |
| Audi           | 2              | 1982, 1984                                                 |
| Hyundai        | 2              | 2019, 2020                                                 |
| Alpine-Renault | 1              | 1973                                                       |
| Talbot         | 1              | 1981                                                       |
| Mitsubishi     | 1              | 1998                                                       |

- Pogrubiono Producentów startujących obecnie w rajdowych mistrzostwach świata.

### Producenci, którzy zdobywali mistrzostwa świata producentów z rzędu
Ośmiu producentów zdobyło mistrzostwo świata producentów z rzędu (stan na koniec sezonu 2023).
| Tytuły | Producent  | Sezony    |
| ------ | ---------- | --------- |
| 6      | Lancia     | 1987–1992 |
| 5      | Citroën    | 2008–2012 |
| 4      | Volkswagen | 2013-2016 |
| 3      | Citroën    | 2003–2005 |
| 3      | Peugeot    | 2000–2002 |
| 3      | Subaru     | 1995–1997 |
| 3      | Lancia     | 1974–1976 |
| 3      | Toyota     | 2021–2023 |
| 2      | Ford       | 2006–2007 |
| 2      | Peugeot    | 1985–1986 |
| 2      | Fiat       | 1977–1978 |
| 2      | Hyundai    | 2019–2020 |

- Pogrubiono Producentów startujących obecnie w rajdowych mistrzostwach świata.

## Według kraju producenta
(stan na koniec sezonu 2023)
| Kraj              | Liczba Producentów | Liczba Tytułów |
| ----------------- | ------------------ | -------------- |
| Francja           | 3                  | 14             |
| Włochy            | 2                  | 13             |
| Japonia           | 3                  | 11             |
| Niemcy            | 2                  | 6              |
| Wielka Brytania   | 2                  | 3              |
| Korea Południowa  | 1                  | 2              |
| Stany Zjednoczone | 1                  | 1              |